# Museu e Casa Vasari

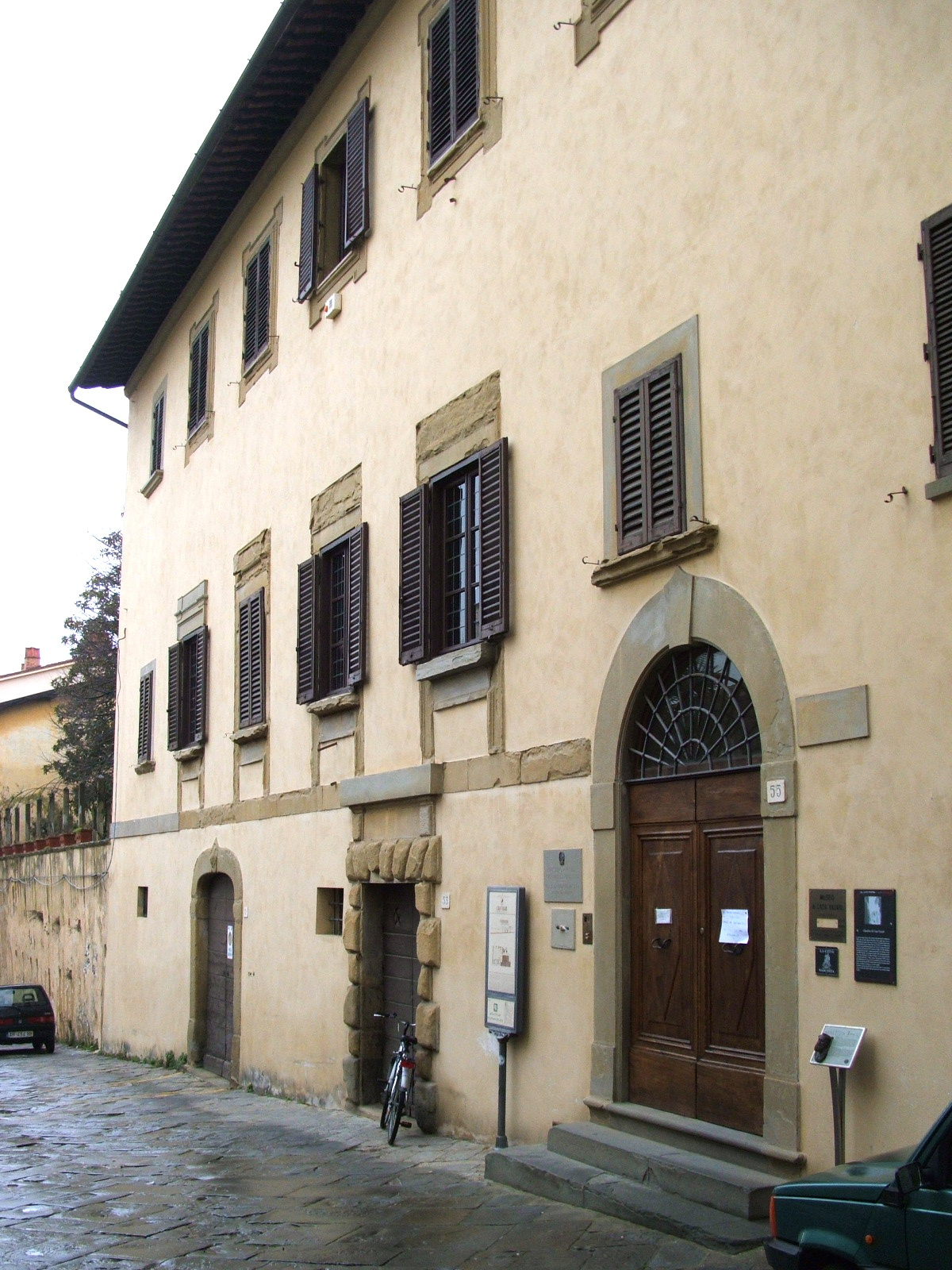
Fachada

O Museu e Casa Vasari é um museu histórico e artístico da cidade de Arezzo, na Itália, dedicado à preservação da memória de Giorgio Vasari, importante nome da arte maneirista italiana. 
Vasari nasceu em Arezzo em 1511 e adquiriu esta residência de dois pisos e um jardim quando tinha cerca de trinta anos. Com a ajuda de seus discípulos restaurou e decorou a casa entre 1542 e 1548. Após seu casamento com Niccolosa Bacci, filha de um abastado comerciante de Arezzo, o artista viveu ali até 1550, quando novos compromissos de trabalho o obrigaram a mudar-se para Roma e, mais tarde, para Florença.
No piso principal são dispostas a Sala da Fama e das Artes, a Sala das Musas, a Sala de Abraão e o Salão do Caminho, decorados com afrescos de Vasari e alguns de seus alunos, com temas alegóricos e comemorativos. Nas várias salas também estão expostas cerca de cinquenta pinturas de cavalete, provenientes de galerias florentinas, a fim de compor um itinerário que ilustra a obra de Vasari e de sua escola, com peças de Mirabello Cavalori, Maso da San Friano, Francesco Morandini, Giovanni Stradano, Santi di Tito, Alessandro Allori e Jacopo Zucchi, entre outros. O museu é um dos poucos exemplares conservados de casas de artistas do século XVI. O prédio foi adquirido pelo Estado em 1911 para destiná-lo ao Museu Vasari, sendo inaugurado depois de um longo e complexo trabalho de restauração. O museu abriga também um importante arquivo documental onde, entre outras coisas, são preservadas cartas autógrafas de Michelangelo.